# Hilkka Helinä
Hilkka Helinä, född Itkonen 12 november 1916 i Viborg, död 16 maj 1973, var en finländsk skådespelare.
Itkonens far var skådespelare. Hon studerade skådespeleri och piano i Åbo, varefter studierna fortsatte vid Konstuniversitetets Teaterhögskola 1936–1938. Hon verkade som skådespelare i Kotka 1938–1939, varefter hon övergick till Viborgs stadsteater. Hon gifte sig därefter med skådespelaren Kaarlo Halttunen. 1940–1941 verkade Helinä vid teatern i Tammerfors, var verksam hos Suomi-Filmi 1941–1950, liksom vid Radioteatern 1951–1960. Åren 1960–1973 verkade hon vid Intimiteatern samt inom finländsk TV. 1971 tilldelades Helinä Pro Finlandia-medaljen.
Helinä var mor till skådespelaren Marjukka Halttunen och författaren Elina Halttunen.